# Młyn w Małyniu
Młyn w Małyniu – młyn wodny zbożowy w widłach Neru i Pisi wybudowany przed 1915 r. Znajduje się w Małyniu, w powiecie poddębickim, w województwie łódzkim. Obiekt został wpisany do gminnej ewidencji zabytków gminy Zadzim.

## Historia miejsca
Młyny wodne w tej lokalizacji budowano od dawna. Zachowała się pamięć o istniejącym już w XIX w. drewnianym, parterowym budynku młyna, z dachem dwuspadowym krytym gontem, usytuowanym częściowo na palach nad wodą (część produkcyjna) a częściowo na stałym lądzie (część mieszkalna). Był wyposażony w 2 pary kamieni młyńskich, żubrownik i jagielnik. Został zastąpiony obecnie istniejącym młynem w 1914 r. lub kilka lat wcześniej. Naprzeciw niego stał drugi młyn tzw. kaszownik: budynek drewniany, parterowy, w całości usytuowany na palach nad wodą, wyposażony w perlak. Oba młyny zasilane były trzema kołami wodnymi podsiębiernymi. Kaszownik został zlikwidowany około 1924 r..

## Obecny młyn
Obecnie istniejący młyn został wybudowany w latach 1909-1911 lub dopiero w 1914 r. Jest to budynek dwukondygnacyjny ze strychem, z dachem dwuspadowym, krytym dachówką. Parter był murowany z cegły, a piętro drewniane. Był wyposażony w turbinę wodną, a także 2 pary kamieni francuskich, żubrownik i jagielnik. Po zakończeniu I wojny światowej zainstalowano nowe urządzenia produkcyjne, w tym 2 pary walców i urządzenia czyszczące. Towarzyszyły mu drewniane urządzenia hydrotechniczne: jaz, podgródki i zastawki. Był to młyn typu gospodarczego pracujący na potrzeby mieszkańców okolicznych wsi. Moc przemiałowa młyna w okresie międzywojennym wynosiła około 3,5-4,5 t zboża na dobę. W 1928 r. zainstalowano turbinę elektryczną, która dostarczała prąd mieszkańcom Małynia. W okresie II wojny światowej był czynny i działał pod zarządem niemieckim. Około 1953 r. (być może w 1951 r.) młyn został upaństwowiony, zmodernizowany i zelektryfikowany w 1953 r. Po znacjonalizowaniu działał kolejno pod zarządem: Przedsiębiorstwa Młynów Gospodarczych w Sieradzu, Gminnej Spółdzielni „Samopomoc Chłopska” w Szadku oraz Gminnej Spółdzielni „Samopomoc Chłopska” w Zadzimiu, która podjęła decyzję o unieruchomieniu młyna w Małyniu w 1984 r. W 1989 r. został wykupiony od Gminnej Spółdzielni „Samopomoc Chłopska” w Zadzimiu przez prywatnego właściciela i ponownie uruchomiony. W 2005 r. przy młynie założono elektrownię wodną. W 2014 r. wytwarzał śrutę.

## Galeria

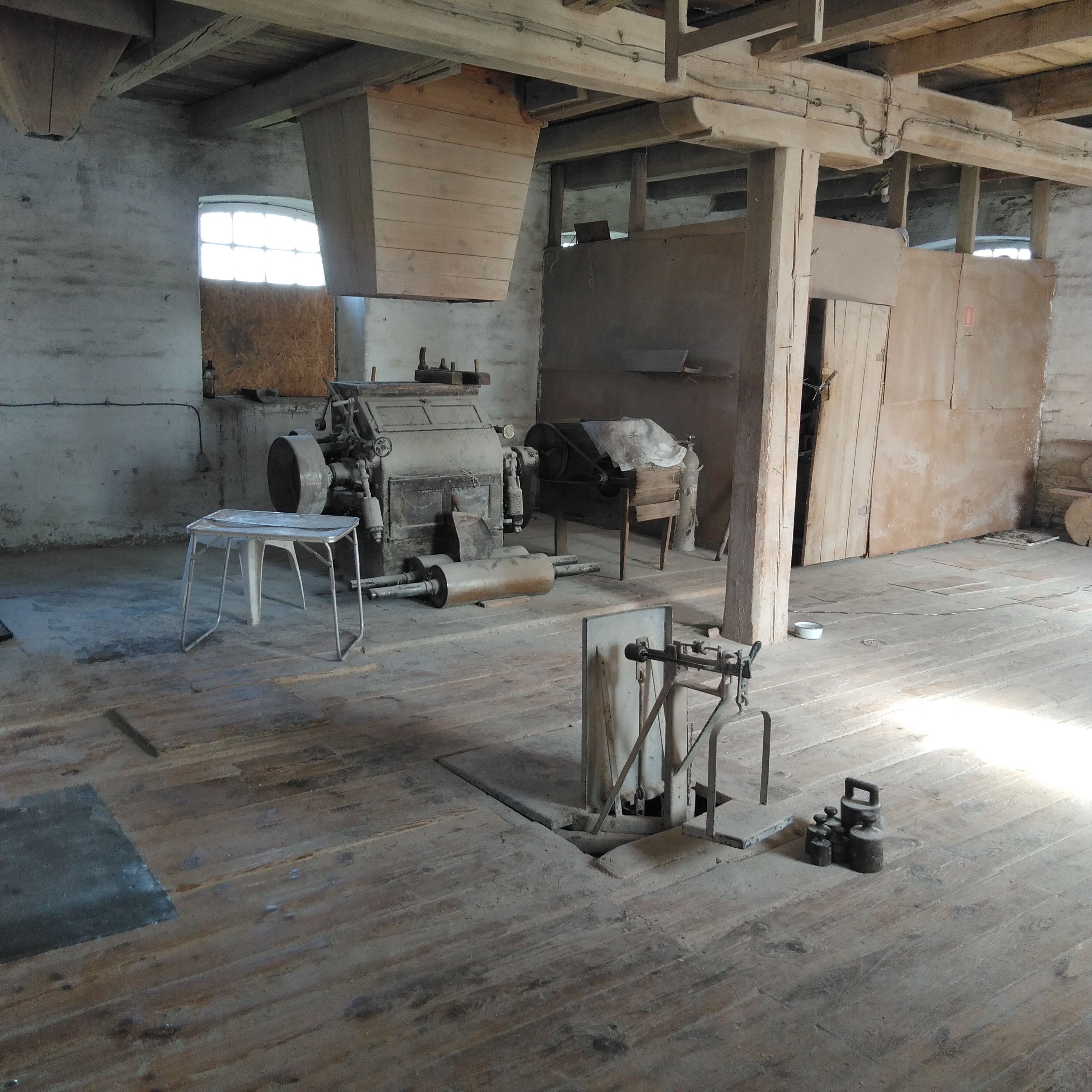
Wnętrze młyna  (2024)
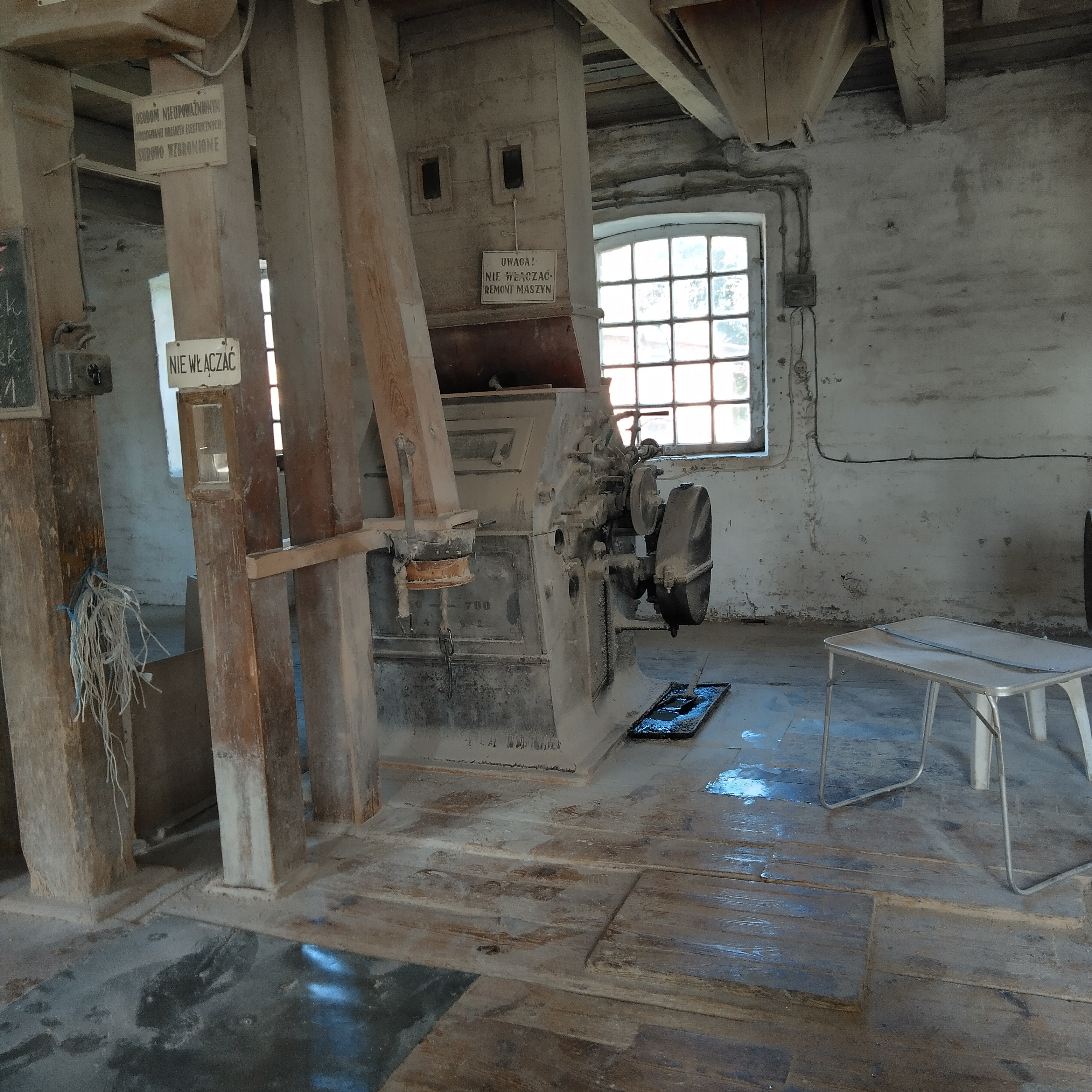
Wnętrze młyna  (2024)
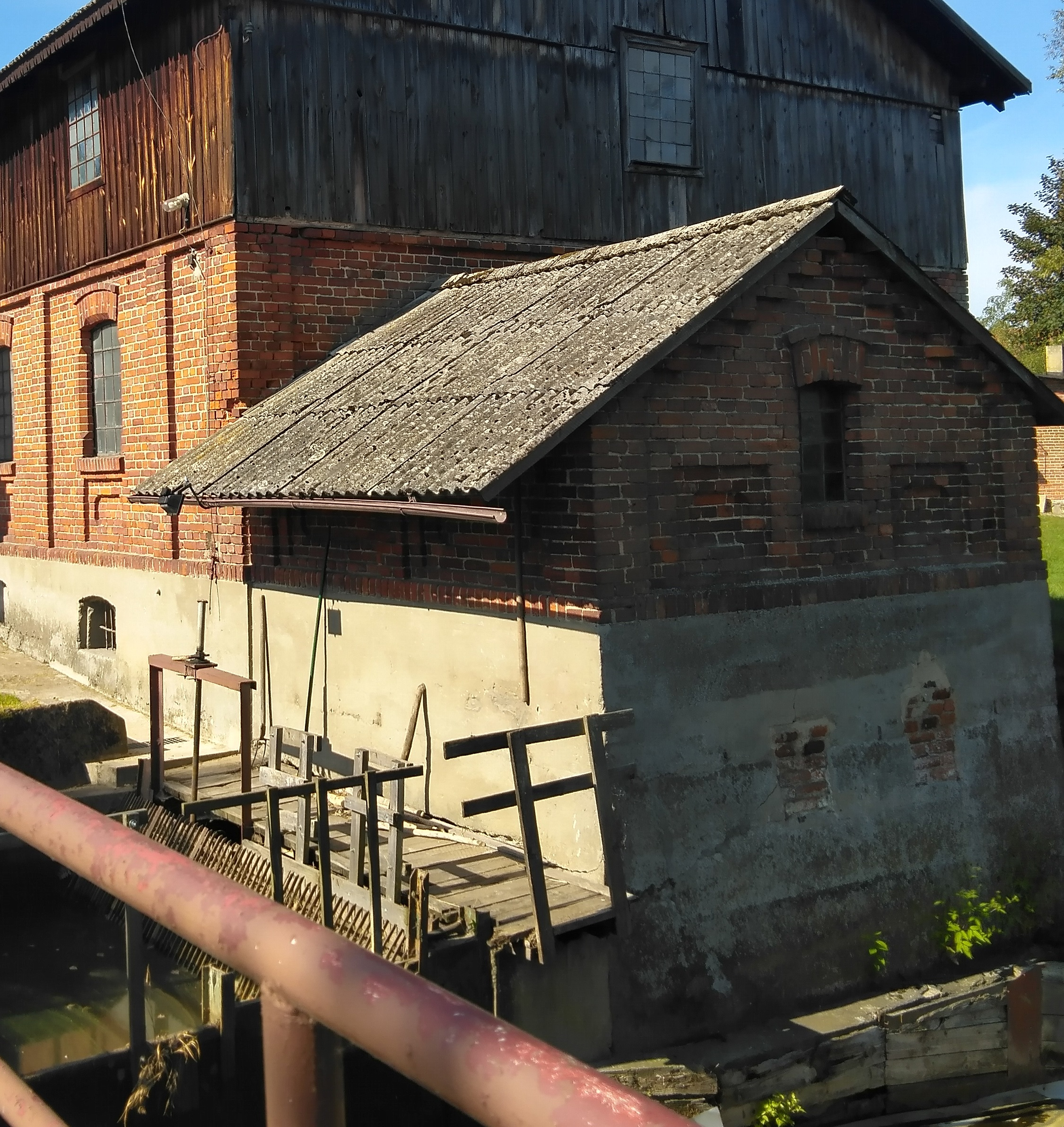
Turbinownia
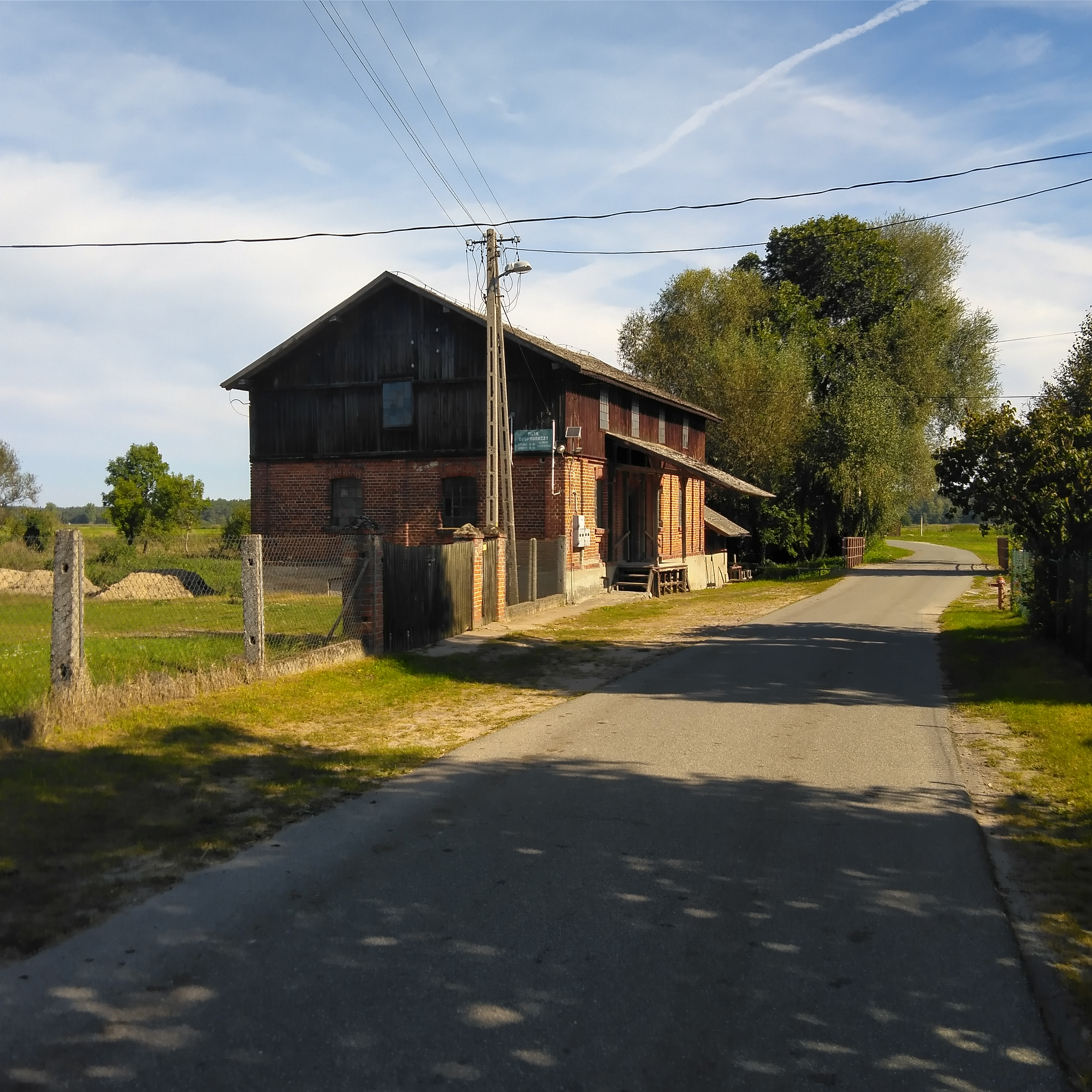
Młyn w Małyniu (2024)